# Mutinensischer Krieg
Der Mutinensische Krieg (lateinisch Bellum Mutinense) war ein von Dezember 44 v. Chr. bis April 43 v. Chr. dauernder Abschnitt der römischen Bürgerkriege. Er fand in der Nähe von Mutina (dem heutigen Modena) statt, woher sich sein Name ableitet. Es war die erste militärische Konfrontation zwischen römischen Truppen nach der Ermordung des Diktators Gaius Iulius Caesar. Die Konfliktparteien waren einerseits der spätere Triumvir Marcus Antonius und andererseits ein aus dem Senat, dem Caesarmörder Decimus Iunius Brutus Albinus und dem Caesarerben Octavian (dem späteren Kaiser Augustus) bestehendes Bündnis. Antonius wollte nach seinem Konsulat die Provinz Gallia cisalpina (Norditalien) von Decimus Brutus übernehmen, die dieser aber nicht freiwillig räumte. Daraufhin belagerte Antonius den Caesarmörder in Mutina, zu dessen Entsatz ein Senatsheer unter dem Kommando der neuen Konsuln Aulus Hirtius und Gaius Vibius Pansa Caetronianus sowie Einheiten Octavians anrückten. Im April 43 v. Chr. wurde Antonius geschlagen und musste von Mutina abziehen, konnte sich aber in Gallien bald wieder eine starke militärische Position aufbauen. Die inhomogene Koalition seiner Gegner zerbrach rasch. Beide Konsuln waren gefallen und Octavian erzwang wenige Monate später seine eigene Wahl zum Konsul. Er ließ die Caesarmörder ächten und söhnte sich mit Antonius aus. Im Herbst 42 v. Chr. besiegten beide Machthaber in der Schlacht bei Philippi die Caesarmörder entscheidend. Dadurch war das baldige Ende der römischen Republik besiegelt.

## Vorgeschichte
Nach der Ermordung Caesars (15. März 44 v. Chr.) gehörte dessen Mitkonsul Marcus Antonius zu den mächtigsten Männern der römischen Republik. Er hatte ein gespanntes Verhältnis zum erst 18-Jährigen Octavian, dem Adoptivsohn und Erben Caesars, den er als zunehmend bedrohlicheren Konkurrenten im Lager der Caesarianer ansah. Außerdem entwickelte sich im Verlauf der zweiten Hälfte des Jahres 44 v. Chr. ein ständig wachsender Hass zwischen Antonius und dem Redner Marcus Tullius Cicero, der zu den angesehensten Senatoren gehörte und eine Nachahmung von Caesars diktatorischem Regierungsstil durch Antonius identifizierte. Cicero war ein entschiedener Verfechter der Suprematie des Senats, wurde zum Vorkämpfer für den Erhalt der alten Ordnung und rechnete mit seinem politischen Gegenspieler in 14 Philippischen Reden ab.
Angelehnt am Vorbild Caesars hatte Antonius nach einem mächtigen langjährigen Provinzkommando gestrebt. Anfang Juni 44 v. Chr. hatte er gesetzlich durchsetzen können, anstelle der ihm zugesprochenen Provinz Macedonia die beiden bedeutenden Provinzen Gallia cisalpina und Gallia transalpina für einen Zeitraum von fünf Jahren nach seinem Konsulat übertragen zu erhalten, dazu vier Legionen, die Caesar für seinen geplanten Partherfeldzug in Makedonien stationiert hatte. Von diesen Legionen fielen zwei (Marslegion und Legio IV Macedonica) zu Octavian ab, als Antonius sich mit ihnen im November 44 v. Chr. auf den Weg nach Norditalien machen wollte; der Caesarerbe hatte die Soldaten durch hohe Soldversprechungen – auf freilich ungesetzliche Weise – abgeworben. Nun zog Antonius Ende November mit den ihm treu gebliebenen Truppen, etwa vier Legionen mit den zugehörigen Hilfstruppen, rasch von Rom in seine Provinz Gallia cisalpina, die er deren Statthalter Decimus Iunius Brutus entreißen wollte. Eine weitere Legion wurde ihm von seinem Bruder Lucius Antonius zugeführt. Auf die Aufforderung Ciceros hin übergab Decimus Brutus seine Provinz nicht an Antonius, sondern verschanzte sich bei dessen Anmarsch, da er militärisch unterlegen war, in der schwer zu erobernden Stadt Mutina. Antonius schritt nun an die Belagerung des Caesarmörders.

## Diplomatisches Vorspiel
Octavian konnte inzwischen bis Januar 43 v. Chr. zusätzlich zu den beiden in seine Dienste übergetretenen Legionen drei weitere ausheben. Er hatte sich Cicero als Feldherrn des Senats gegen Antonius angeboten. Im Dezember 44 v. Chr. kam dann tatsächlich das gegen Antonius gerichtete Bündnis zwischen Octavian und der „republikanisch“ gesinnten Partei des Senats zustande. Diese war allerdings bedeutend schwächer als jene Gruppe von Nobiles, die unter Pompeius’ Führung gegen Caesar gekämpft hatte. Es gab außer Cicero nur noch wenige der alten Führungsschicht entstammende, anticaesarisch eingestellte Konsulare, so dass der Redner mangels Alternativen zum Haupt der Republikaner aufstieg. Octavian wünschte, seine als Privatmann illegal usurpierte Stellung eines Militärkommandeurs nachträglich zu legitimieren, indem ihm der Senat ein Imperium verleihen sollte. Dies würde seine Eintrittskarte für den Kampf um die höchste Macht in Rom sein. Dass er, der bisher erklärte Rächer seines Adoptivvaters, dabei auch eine Allianz mit den Caesarmördern eingehen musste, nahm er aus machtpolitischem Kalkül in Kauf. Cicero wiederum benötigte das Heer Octavians, um bei der Konfrontation mit Antonius Aussicht auf Erfolg zu haben. An diesem Kampf sollten sich ferner die Truppen der für das Jahr 43 v. Chr. designierten Konsuln Hirtius und Pansa sowie jene des Caesarmörders Decimus Brutus beteiligen.
Mit tatkräftiger rhetorischer Unterstützung Ciceros wurden Ende Dezember 44 v. Chr./Anfang Januar 43 v. Chr. die bislang ungesetzlichen Rekrutierungen Octavians auf eine legale Basis gestellt, Decimus Brutus als rechtmäßiger Statthalter von Gallia cisalpina anerkannt, Octavian im Rang eines Konsulars in den Senat aufgenommen und mit einem proprätorischen Kommando versehen. Der junge Mann durfte sich außerdem zehn Jahre vor der Gesetzesfrist um öffentliche Ämter bewerben und war nun in seiner stark aufgewerteten Position Teil des bewaffneten Arms des Senats. Freilich blieb zwischen ihm und Cicero ein misstrauisches Verhältnis bestehen.
Die Mehrheit des Senats lehnte einstweilen die Forderung des Redners ab, Antonius zum Staatsfeind zu erklären. Ciceros Förderung des Octavian und seine kriegstreiberischen Aktivitäten stießen vielmehr bei vielen seiner Standesgenossen auf Kritik. So kam gegen den Willen des Redners eine vom Antonius-Anhänger und Konsul des Jahres 47 v. Chr., Quintus Fufius Calenus, vorgeschlagene Aussöhnungsinitiative zustande. Eine dreiköpfige Gesandtschaft – bestehend aus Caesars Schwiegervater Lucius Calpurnius Piso Caesoninus, Octavians Stiefvater Lucius Marcius Philippus und dem Juristen Servius Sulpicius Rufus – reiste am 5. Januar 43 v. Chr. aus Rom zu Verhandlungen mit Antonius ab. Dieser sollte die Feindseligkeiten gegen Decimus Brutus einstellen und aus Oberitalien abziehen, was Antonius ablehnte. Er wünschte den Fortbestand seiner von ihm als Konsul erlassenen Gesetze sowie weiteren Amtshandlungen und verteidigte seine Position, fünf Jahre lang Statthalter seiner Provinz zu bleiben, zeigte aber durchaus Kompromissbereitschaft durch die Zusicherung, die Konsulate der Caesarmörder Marcus Iunius Brutus und Gaius Cassius Longinus anzuerkennen, wenn die beiden dieses Amt zum für sie frühestmöglichen Zeitpunkt (suo anno) 41 v. Chr. erreichen würden. Wenn jedoch seine persönliche Sicherheit u. a. dadurch gewährleistet wäre, dass seine politischen Gegner in der nächsten Zeit keine hohen Ämter mehr bekleideten und noch einige weitere Forderungen erfüllt würden, sei er auch einverstanden, wieder zum Privatmann zu werden.
Cicero blieb bei seiner unnachgiebigen Haltung und betonte, dass Antonius sich nicht bedingungslos dem Befehl des Senats gefügt habe. Er konnte aber nach wie vor keine Mehrheit für einen Waffengang mit Antonius zustande bringen. Für dessen Interessen trat nicht nur die Gruppierung um Fufius Calenus ein, sondern auch seine Gattin Fulvia und seine Mutter Iulia, die gegen seine drohende Ächtung kämpften. Nach einem Patt von Kriegstreibern und -gegnern verfiel der Senat Anfang Februar 43 v. Chr. auf Empfehlung von Antonius’ Onkel Lucius Iulius Caesar auf den Ausweg, eine Erklärung, dass Aufruhr (tumultus) herrsche, aber noch keinen direkten Kriegsbeschluss gegen Antonius zu verabschieden. Bald darauf erreichte Cicero aber durch Annahme der in seiner 8. Philippica erhobenen Forderungen – etwa, dass alle Soldaten des Antonius ihre Dienste bis zum 15. März quittieren und sich einem der Feldherren des Senats unterstellen müssten – eine faktische Kriegserklärung. Die Bereitschaft des Senats, die militärische Auseinandersetzung nicht länger zu scheuen, wurde auch durch die Erfolgsnachrichten über Marcus Brutus gefördert, der im Verbund mit Gaius Cassius zunehmend den Osten des römischen Reichs unter seine Kontrolle brachte. Mit den dort requirierten Ressourcen sollten die Caesarmörder nach der Hoffnung Ciceros den Feldzug gegen Antonius in Italien unterstützen. Andererseits musste gerade diese Entwicklung im Osten die in die republikanische Front gegen Antonius eingebundenen Caesarianer, insbesondere Octavian, beunruhigen und die Frage aufkommen lassen, ob sie sich im richtigen Lager befanden, da Antonius trotz aller Konkurrenz ebenfalls ein Caesarianer war. Octavian wollte Antonius zwar demütigen und schwächen, aber kaum den Caesarmördern zu einem vollständigen Sieg verhelfen. Die von Cicero geschmiedete Koalition war daher sehr fragil.
Im März 43 v. Chr. wurde eine weitere Friedensbemühung torpediert: Eine zweite, zu Verhandlungen befugte Gesandtschaft an Antonius wurde Ende Februar/Anfang März zuerst beschlossen. Dieser sollten Fufius Calenus, Calpurnius Piso, Servilius Isauricus, Lucius Iulius Caesar und Cicero angehören. Wenig später widerriefen Servilius Isauricus und Cicero ihre Bereitschaft zur Teilnahme an der Gesandtschaft aber wieder, woraufhin das gesamte Unternehmen abgeblasen wurde. Danach wurden keine ernsthaften Versuche mehr unternommen, den Krieg zu verhindern. Denn noch vor der 13. Philippica am 20. März, in der Cicero Friedensappelle der einflussreichen Statthalter Marcus Aemilius Lepidus und Lucius Munatius Plancus zurückwies, hatte Pansa Rom ebenfalls verlassen, um zum Heer und zu seinem Mitkonsul Hirtius sowie Octavian zu stoßen. In der 13. Philippica kritisierte Cicero zudem polemisch ein Schreiben, das Antonius zur Verteidigung seiner Politik an Hirtius und Octavian geschickt hatte. Dem letztgenannten hatte Antonius in seinem Brief vorgeworfen, eine unnatürliche Allianz mit Cicero und den Caesarmördern eingegangen zu sein, während er selbst der wahre Verfechter des caesarischen Erbes sei.

## Kriegsverlauf

Karte der Bewegungen römischer Legionen und Militärverbände während des Kriegsverlaufs.

Octavian war bereits im Januar 43 v. Chr. mit seinem Heer nach Norditalien gezogen und hatte in Forum Cornelii (heute Imola) Winterquartiere bezogen, nicht weit von Antonius’ Besatzungstruppen Claternas entfernt. Bald danach stieß der Konsul Hirtius zu Octavian, übernahm das Oberkommando, vertrieb Antonius’ Soldaten aus Claterna und quartierte dort selbst seine Truppen ein. Der Konsul stellte auch die zwei von Antonius zu Octavian abgefallenen Legionen unter seine direkte Befehlsgewalt. Solange die Vermittlungsbemühungen zwischen den Konfliktparteien noch nicht gänzlich beendet erschienen, kam es aber zu keinen größeren Kampfhandlungen.
Etwa Mitte März 43 v. Chr. begannen Octavian und Hirtius ohne größere Widerstände ihren Vormarsch über Bononia bis nahe Mutina, um Decimus Brutus zu entsetzen. So sah sich Antonius in einen Zweifrontenkrieg verwickelt. Sein Gefolgsmann Publius Ventidius Bassus sollte ihm Verstärkungen zuführen. Der am 19. oder 20. März aus Rom abgereiste zweite Konsul Pansa machte sich inzwischen mit vier neu ausgehobenen Rekrutenlegionen von allerdings geringer Kampfkraft auf den Weg nach Mutina, um die Senatstruppen zu unterstützen. Bei Forum Gallorum (unweit des heutigen Castelfranco Emilia) an der Via Aemilia erhielt er Verstärkung durch die ihm von Hirtius entgegengeschickten Truppen, die aus der Marslegion sowie den Leibwachen von Octavian und Hirtius bestanden. Antonius suchte die völlige Vereinigung der Heere der beiden Konsuln zu verhindern. Es gelang ihm, mit einem Teil seiner Streitkräfte den Truppen Pansas unbemerkt auf Nebenwegen entgegenzurücken und beiderseits der Via Aemilia in einer verdeckten Stellung aufzulauern. Pansa wurde am 14. oder 15. April in der Schlacht von Forum Gallorum von Antonius völlig geschlagen und durch einen Wurfspieß schwer verwundet, viele seiner Rekruten und die meisten Mitglieder von Octavians Leibwache getötet. Octavian selbst war im Lager vor Mutina geblieben und sollte es verteidigen, während Hirtius sich nun von dort aufmachte, um mit seinen Kerntruppen Pansa zu Hilfe zu eilen. Er griff die abgekämpfte Armee des Antonius noch am Schlachtfeld an und besiegte sie.
Einen Tag danach startete Antonius’ Bruder Lucius eine Attacke auf Octavian, die dieser jedoch zurückschlagen konnte. Daraufhin wurde der junge Caesarerbe zum ersten Mal von seinen Soldaten als Imperator tituliert. Der geschwächte Marcus Antonius kehrte inzwischen zu seinem Stützpunkt vor Mutina zurück, hob die aber nun deutlich schwieriger gewordene Belagerung der Stadt noch nicht auf. Er wich einem weiteren Kampf aus und wollte die Kapitulation Mutinas durch Aushungerung erzwingen. Als aber Hirtius und Octavian mit starken Streitkräften an die Durchbrechung des Belagerungsrings schritten, blieb Antonius nichts anderes übrig, als sich erneut dem Kampf zu stellen. Dabei erlitt er am 21. April 43 v. Chr. in der Schlacht von Mutina eine weitere Niederlage und konnte sein von den Feinden bereits eingenommenes Lager nur mit Hilfe der kampferprobten Veteranen der Haubenlerchen-Legion zurückerobern. Am folgenden Tag zog er in Richtung Westen davon. Auf der Gegenseite war allerdings der siegreiche Konsul Hirtius während des Kampfes gefallen, und wenig später starb auch der schwer verletzte Pansa.

## Folgen
Antonius erhielt am 3. Mai 43 v. Chr. Verstärkung durch die ihm von seinem treuen Anhänger Publius Ventidius Bassus zugeführten drei Legionen und konnte nach einer beschwerlichen Überquerung der Alpen nach Südgallien entkommen. Dort gelang es ihm am 29. Mai, seine Streitmacht mit jener von Marcus Aemilius Lepidus zu vereinigen, so dass er sich bald wieder in einer militärisch starken Position befand. Auf der Gegenseite profitierte Octavian am meisten vom Ausgang des Mutinensischen Kriegs. Nach dem Tod der beiden Konsuln übernahm er den Oberbefehl über die Senatsarmee, zu deren Befehlshaber der Senat eigentlich Decimus Brutus ernannt hatte.
Nun zerfiel die Koalition der Antonius-Gegner rasch. Octavian arbeitete nicht mit Decimus Brutus zusammen und beteiligte sich auch nicht an der Verfolgung von Antonius. Weil der Senat ihn deutlich hinter Decimus Brutus zurücksetzte, sogar offenbar von der Macht verdrängen wollte und zweimal das Konsulat verweigerte, zog der Caesarerbe im August 43 v. Chr. stattdessen mit seinen acht Legionen gegen Rom und erzwang seine Wahl zum Konsul. Er vollzog nun eine völlige politische Kehrtwendung, ließ die Caesarmörder zu Staatsfeinden erklären und suchte, sich mit Antonius auszusöhnen, dessen Ächtung deshalb bald aufgehoben wurde. Ende Oktober 43 v. Chr. kam es zum Bündnis zwischen Antonius, Octavian und Lepidus bei Bononia (Bologna) und am 27. November 43 v. Chr. zur rechtlichen Fixierung des Dreierbundes durch die lex Titia. Den von den neuen Machthabern beschlossenen Proskriptionen fiel neben vielen anderen auch Cicero zum Opfer. Im Oktober/November 42 v. Chr. unterlagen auch Marcus Brutus und Gaius Cassius in der Doppelschlacht bei Philippi der Koalition der Caesarianer.